# Alois Soldát

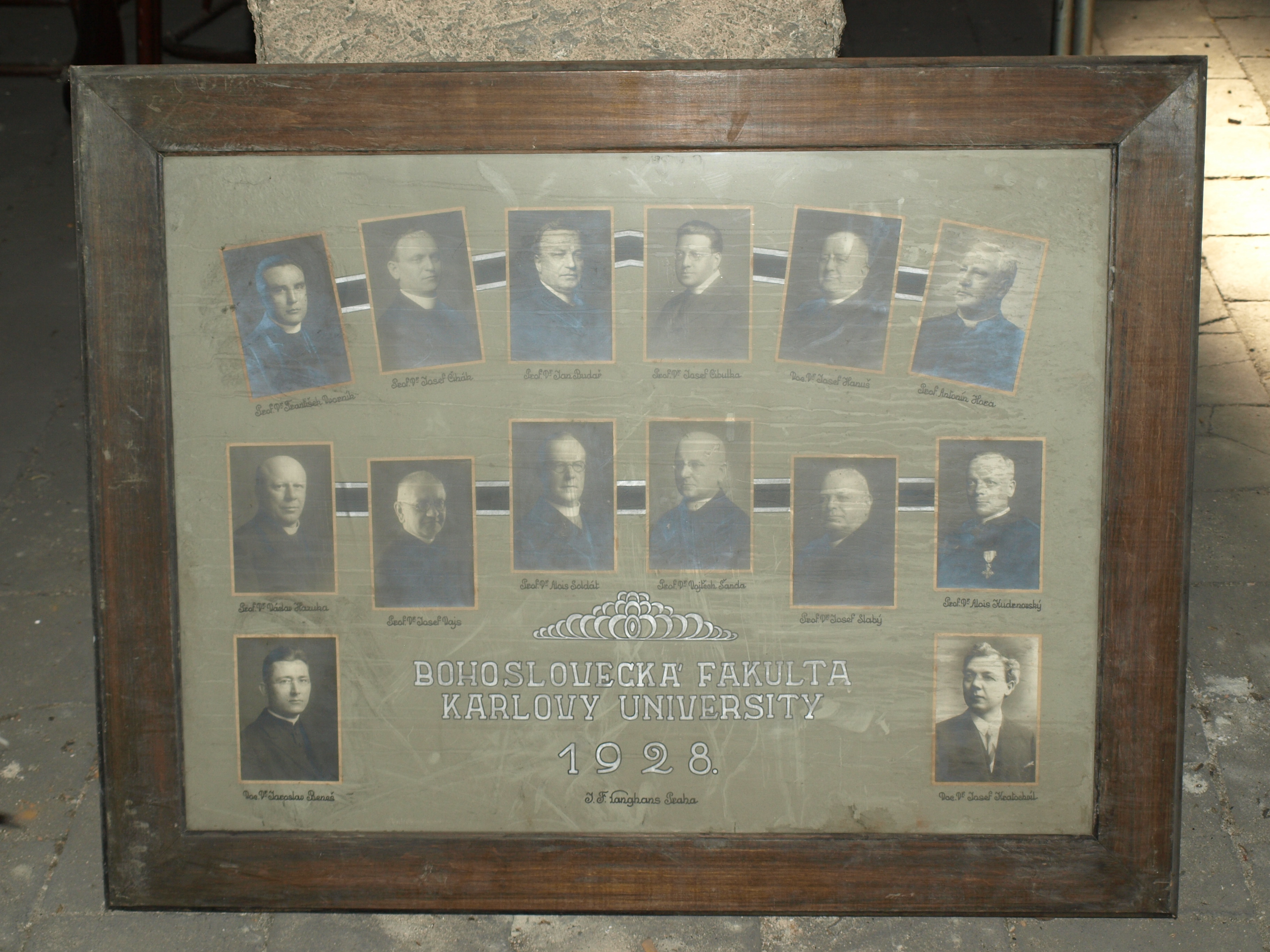
Alois Soldát na tablu vyučujících bohoslovecké fakulty Karlovy univerzity v roce 1928

Alois Soldát (12. července 1862, Opařany – 23. prosince 1952, Praha) byl český římskokatolický kněz a profesor kanonického práva a křesťanské sociologie na Katolické teologické fakultě Univerzity Karlovy.

## Život
Vystudoval gymnázium v Třeboni a Katolickou teologickou fakultu Univerzity Karlovy v Praze. V roce 1886 byl vysvěcen na kněze a stal se kaplanem v Rokycanech, avšak už po dvou letech se stal katechetou na pražském Akademickém gymnáziu a začal také působit na Katolické teologické fakultě Univerzity Karlovy. V roce 1893 získal doktorát teologie. V roce 1902 se stal suplujícím, 8. ledna 1903 mimořádným a 10. června 1907 řádný profesorem kanonického práva a křesťanské sociologie. V letech 1907/1908, 1911/1912 a 1919/1920 byl děkanem Katolické teologické fakulty Univerzity Karlovy a v letech 1908/1909, 1912/1913 a 1920/1921 jejím proděkanem. Dále byl také proboštem Kolegiátní kapituly Všech svatých na Hradě pražském a papežským prelátem.

## Dílo
Jeho nejvýznamnějším dílem je Nástin základův a všeobecných zásad společensko-hospodářských – příspěvek katol. mravouky k řešení otázky sociální, ve kterém mimo jiné polemizuje s Marxem; pro svou intelektuální náročnost a značný rozsah se však na rozdíl od tematicky obdobné Masarykovy Otázky sociální nestal všeobecně známým. Podílel se na Českém slovníku bohovědném Antonína Podlahy a byl také stálým spolupracovníkem Časopisu katolického duchovenstva, v němž uveřejňoval své historickoprávní studie. Psal také sociologické práce, zejména k problematice manželství a bytové otázce.

## Monografie
- Expositio rubricarum missalis et ritualis Romani iuxta praelectiones quas usui dericorum acomodavit A. Soldát, P. Kochlik, Praha 1902
- Bytová otázka dělnická – dějiny a přehled úkolů reformy bytové, Cyrillo-Methodějská knihtiskárna a nakladatelství Václav Kotrba, Praha 1905
- O jedinosti a nerozlučnosti manželství, Cyrillo-Methodějská knihtiskárna a nakladatelství Václav Kotrba, Praha 1906
- Kodifikace zákonů církevních a postulata sněmu vatikánského, vlastním nákladem, Praha 1907
- Nástin základův a všeobecných zásad společensko-hospodářských – příspěvek katol. mravouky k řešení otázky sociální, Dědictví sv. Prokopa, Praha 1913
- O válce po právu přirozeném a mezinárodním, Cyrillo-Methodějská knihtiskárna Václav Kotrba, Praha 1915